# Aenictus samungi
Aenictus samungi es una especie de hormiga guerrera del género Aenictus, familia Formicidae. Fue descrita científicamente por Jaitrong & Ruangsittichai en 2018.
Se distribuye por Tailandia. Se ha encontrado a elevaciones de hasta 1100 metros. Habita en el bosque seco.